# Sara Barquinero
Sara Barquinero (1994, Zaragoza) es una escritora y filósofa española conocida por sus novelas de carácter reflexivo y narrativamente ambicioso. Su obra más reciente, Los escorpiones (2024), ha suscitado un notable debate literario, posicionándose como uno de los fenómenos editoriales del año. Es colaboradora regular de medios como El País, El Mundo o revistas como Vogue.

## Biografía y trayectoria
Desde temprana edad, Barquinero tuvo interés por las letras y las artes. Decidió estudiar filosofía y se licenció en la Universidad de Zaragoza. Después se trasladó a Madrid, donde realizó un máster de Escritura Creativa y Creación Literaria y otro en filosofía, con el que posteriormente accedió a su programa de doctorado
En 2018, el Departamento de Educación, Cultura y Deporte del Gobierno de Aragón le concedió la Beca Luis Buñuel que le permitió investigar y desarrollar sus creaciones en la Residencia de Estudiantes de Madrid. 
Dentro del programa FPU (Formación del Profesorado Universitario) en Filosofía del grupo Metafísica, Crítica y Política de la Universidad Complutense de Madrid, inició su tesis doctoral en 2017, sobre el concepto de lo sublime en Kant. 
Durante su primera juventud, también llevó a cabo en internet el proyecto artístico Siebaruaq basado en tres tipos de trabajos: fanzines, caligramas y objetos literarios. Además explora diferentes técnicas, como el collage, el dictionary art y el esbozo. También participó algunos colectivos artísticos solidarios y festivales de fanzine, como el Pichifest. 
Como poeta, recibió en 2019 el premio Voces Nuevas de poesía de Ediciones Torremozas, especializada en la literatura escrita por mujeres, principalmente enfocada a la poesía, relato corto o ensayo y en el rescate de autoras olvidadas o poco conocidas fuera de su país.
En 2020 publicó Terminal, una obra de teatro, y donde la autora dice de ella:

Para mí Terminal es una novela sobre la muerte, sea la muerte física y definitiva o la muerte de un horizonte de posibilidad, de una esperanza, de un momento del presente o el pasado que no puede volver; o de cómo la toma de conciencia de esta finitud te puede llevar a replantearte tu propia existencia.
Sara Barquinero

Está traducida al catalán y publicada por el Grup Editorial Pagès.
Estaré sola y sin fiesta (2021) se presentó como una novela de amor, aprendizaje y viaje por España, basado en parte en el diario que encontró junto al Canal de Zaragoza.
Sara Barquinero escribe poesía, narrativa y teatro, en cuanto a literatura se refiere. En su faceta investigadora y académica, participa en congresos, simposios, prologa libros, escribe artículos y otras publicaciones filosóficas. También disfrutó de la beca del AECID para la academia de España en Roma.

## Los escorpiones: una novela y su impacto
Publicada por Lumen en marzo de 2024, Los escorpiones es una obra monumental de más de 800 páginas que combina cinco historias entrelazadas 
. En ellas, se exploran conspiraciones, el poder de la tecnología, el duelo emocional y la búsqueda de sentido en un mundo contemporáneo marcado por la incertidumbre y el escepticismo. La novela incluye pasajes ambientados en distintos tiempos y lugares, como la Italia fascista de los años 20 y la Nueva Orleans de los 70, destacando por su diversidad estilística y narrativa y su experimentalidad.
Uno de los ejes temáticos de la novela es la "[[anhedonia]]", un estado emocional que, según la autora, funciona como una metáfora tanto individual como colectiva en nuestra época. Los personajes, atrapados en dinámicas de adicción y obsesión, reflejan una humanidad que busca significado en un contexto cada vez más fragmentado.
Desde su lanzamiento, Los escorpiones ha generado críticas divididas y radicales  
. Algunos analistas la califican como "la novela del año" por su ambición y profundidad conceptual, mientras otros critican un ritmo desigual en ciertas secciones o el fenómeno editorial inflado. El impacto de la novela también se ha visto amplificado en las redes sociales y foros literarios. 

## Obra
- Los Escorpiones, Lumen, 2024. ISBN: 978-84-264-18784. [11]
- Estaré sola y sin fiesta, Lumen, 2021. ISBN: 978-84-264-1022-1.
- Terminal, Editorial Milenio, 2020. ISBN: 978-84-9743-898-8.
- Voces Nuevas (XXXII Selección), (VVAA). Colección Torremozas, 2019. ISBN: 978-84-7839-790-7.

## Premios y reconocimientos
- 2016: Premio ensayo Valores Universales de la Fundación Unir.
- 2017: Premio Virginia Woolf de relato en lengua inglesa.[12]
- 2018: Premio del IAJ de creación artística y tecnológica en la modalidad de literatura.
- 2019: Premio Voces Nuevas de poesía de la Editorial Torremozas.